# Synagogue turque de Vienne (1887-1938)

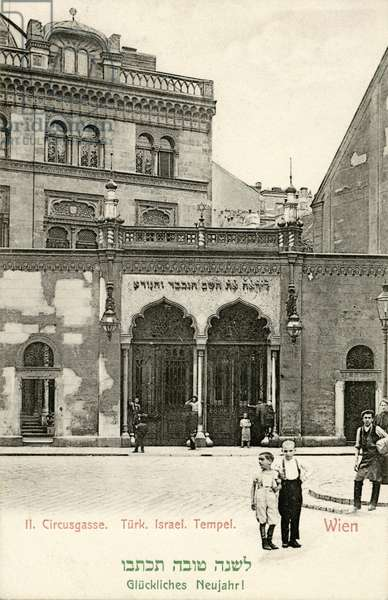
La synagogue vue de la rue

La synagogue turque de Vienne (en allemand: Turkischer Tempel) dénommée aussi synagogue de la Zirkusgasse, est la synagogue de la communauté judéo-turque de Vienne, située au 22 Zirkusgasse dans le quartier Leopoldstadt de Vienne (IIe arrondissement). De 1887 à 1938, elle est le centre cultuel et culturel des Juifs séfarades de Vienne et de sa région. Elle est détruite en 1938 par les nazis lors de la nuit de Cristal, comme quatre-vingt autres lieux de culte juifs de Vienne.

## Histoire des Juifs séfarades de Vienne
En 1492, les Juifs d'Espagne sont expulsés de la péninsule par le décret de l'Alhambra, signé par les Rois catholiques. Nombreux sont ceux qui s'installent en Afrique du Nord ou dans la péninsule balkanique, provinces de l'Empire ottoman.
La paix de Passarowitz du 21 juillet 1718, accorde à tous les sujets turcs, y compris les Juifs, le libre droit d'établissement dans les pays des Habsbourg. En conséquence, les Juifs séfarades se trouvent ainsi beaucoup mieux lotis que leurs coreligionnaires ashkénazes.
Grâce au commerce avec les Balkans, la communauté sépharade de Vienne se développe rapidement et en 1736, par l'entremise de Diego d'Aguilar, un Juif de cour influent, la communauté turco-israélite de Vienne peut ériger une maison de prière. La communauté ashkénaze avait quatre ans auparavant fait une demande similaire afin d'ériger une maison de prière dans la banlieue de Vienne, en offrant une immense somme d'argent, mais leur demande avait été refusée et ne sera acceptée que 90 ans plus tard,.
Le 17 juin 1778, en raison du lourd endettement de la communauté séfarade, un commissaire royal impérial est nommé, pour remettre de l'ordre dans les finances et superviser les affaires communautaires. Il impose un règlement en 14 points qui peut être considéré comme le document fondateur officiel de la communauté israélite turque, qui existera jusqu'en 1890 en tant qu'entité indépendante. Le document original a été brûlé lors de la nuit de Cristal en 1938. Une copie se trouve aux Archives provinciales de Basse-Autriche,,.
Malgré les fortes aspirations à l'autonomie et le statut juridique de la communauté judéo-turque au sein de la Communauté juive de Vienne, la loi israélite de 1890 impose l'incorporation de la communauté juive turque dans la communauté juive. En raison de la résistance des Juifs séfarades, un "règlement" de 1909 est adopté après des années de négociations. Bien que la communauté juive turque ait perdu son statut en tant que communauté indépendante, elle doit désormais s'appeler Association des Israélites turcs, et est autorisée à nommer un comité séfarade pour les affaires cultuelles et à désigner ses propres rabbins.
Les statuts de l'association sont approuvés le 8 juin 1928 par décret du ministère fédéral de l'éducation, et des affaires religieuses. Le chapitre 1 des statuts définit l'association comme une union de juifs de rite séfarade, qui a sa propre personnalité juridique et occupe la position spéciale juridique d'une corporation au sein de la communauté religieuse israélite. Les membres peuvent être tous les juifs qui ont gardé le rite séfarade. La mission de l'association est de célébrer des offices, d'engager un rabbin, d'enseigner la religion, de maintenir un cimetière séfarade et de fournir des services caritatifs.
La dissolution de l'association et la confiscation de ses biens sont effectuées par le Stillhaltekommissar für Organisationen, Vereine und Verbände (Commissaire chargé de la liquidation de la vie associative juive) au cours de l'année 1939. L'Association possède un bâtiment au 9 Weintraubengasse au nom de l'Union Espanola, d'une valeur de 20 000 Reichsmarks et un autre au 22 Zirkusgasse d'une valeur de 42 200 Reichsmarks avec le mobilier, qui sont confisqués en faveur de la Aufbaufonds Vermögensverwaltung Ges.mbH (Société de gestion des actifs immobiliers). Le reste est transféré à la Zentralstelle für jüdische Auswanderung (Agence centrale pour l'émigration juive).
Parmi les associations caritatives les plus actives, se trouve la Sephardisch-Israelitischer Frauen-Wohltätigkeitsverein in Wien (Association caritative des femmes israélites séfarades de Vienne), créée en 1918 et dont le but est le soutien aux femmes et aux filles séfarades en détresse, et plus particulièrement aux femmes enceintes et aux veuves, en assurant le paiement des gardes et des sages-femmes, les frais d'éducation pour les enfants et les frais médicaux. D'après les statuts, chaque membre doit verser une contribution mensuelle d'une couronne minimum. L'association est dissoute en 1938 par le Stillhaltekommissar für Vereine, Organisationen und Verbände,.
Dès l'Anschluss, une partie importante de la population juive séfarade quitte l'Autriche, se réfugiant principalement en Turquie et en Palestine mandataire. Ceux qui restent seront déportés par les nazis dans les camps d'extermination. Très peu y survivront.

## Histoire des synagogues successives

### Les anciennes maisons de prière
En 1824, l'ancienne maison de prière de la communauté séfarade dans l'Oberen Donaustraße est détruite par le feu et la communauté aménage une maison de prière en 1825 au 321 Großen Hafnergasse (maintenant la Großen Mohrengasse). Le nombre de fidèles séfarades augmentant régulièrement, la communauté doit rapidement rechercher un lieu de culte permanent plus important. L'autorisation nécessaire est accordée par l'Empereur Ferdinand 1er le 2 décembre 1843, mais la communauté dans un premier temps, pour faire face à la situation, essaye d'adapter et de réaménager le bâtiment existant. La somme de 12 000 florins pour la transformation des locaux existants est obtenue grâce à des obligations émises auprès des fidèles.
Cependant, très rapidement ces mesures d'expansion s'avèrent insuffisantes, et donc le 4 décembre 1860 une maison avec terrain est acquise pour la somme de 40 000 florins, au 491 Großen Fuhrmannsgasse (devenu plus tard le 22 Zirkusgasse). Le 27 juin 1867, lors d'une réunion plénière du conseil d'administration de la communauté, il est décidé de démolir le bâtiment acquis et de construire une nouvelle synagogue, en contractant pour 45 000 florins d'emprunt. L'année suivante, la nouvelle synagogue est achevée.
Le président de la communauté élu en 1881, Marcus M. Russo, renouvelle beaucoup de choses dans la communauté et modifie également le rite. Au printemps 1884, on commence à réfléchir à une transformation de l'intérieur de la synagogue, mais après un examen minutieux de la structure du bâtiment, on constate malheureusement de nombreuses malfaçons, dont certaines étaient déjà connues, ainsi que des erreurs de conception et d'exécution. L'absence d'un sous-sol a pour conséquence une remontée de l'humidité le long des murs, conduisant à une altération de la maçonnerie avec pour conséquence une ondulation du sol en mosaïque. De plus, sans sous-sol, il est difficile d'installer un système de chauffage, qui avait été complètement oublié lors de la construction du bâtiment. Le grenier est difficile d'accès et le toit fuit. L'eau s'infiltre à travers les fissures du dôme déjà endommagé. Les conduites de gaz n'ont pas été serrées, et sont rouillées en plusieurs endroits. Russo rejette donc l'idée d'une rénovation du bâtiment dont le coût se monterait à 60 000 florins, et encourage la construction d'un nouveau bâtiment.

### Construction de la nouvelle synagogue

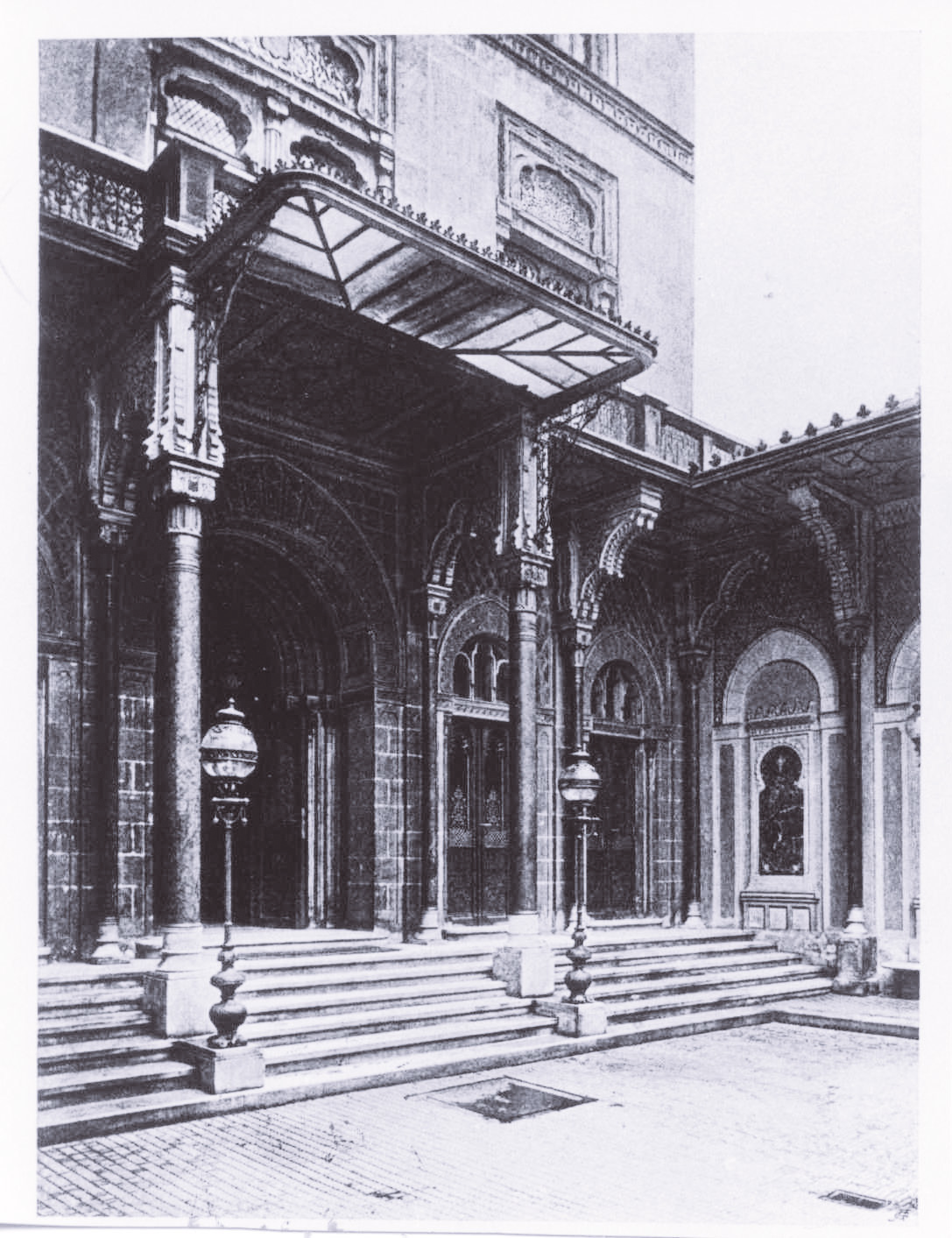
L'entrée principale de la synagogue

En 1885, après l'élection d'un nouveau conseil de la communauté, Russo suggère que le bâtiment de la synagogue, qui n'a que 17 ans, soit complètement démoli et qu'un nouveau bâtiment, mieux étudié et planifié, soit construit. Le 15 juin 1885, l'ensemble du conseil donne son approbation pour la démolition et la reconstruction, le 10 août commence la démolition et le 16 novembre 1885 se déroule la cérémonie de la pose de la première pierre.
L'architecte Hugo von Wiedenfeld dessine les plans de la nouvelle synagogue de la Zirkusgasse, dans le style oriental-mauresque, en s'inspirant de l'Alhambra de Grenade et de ses minces colonnes et ornements variés. La communauté séfarade de Vienne attache une grande importance à la démonstration de son attachement au sultan turc.
Lors de l'inauguration solennelle de la synagogue le 18 septembre 1887, en plus des représentants de haut rang des autorités viennoises et des dignitaires d'autres confessions, d'une légation roumaine et de l'ensemble de la communauté séfarade, sont également présents des représentants de l'ambassade de Turquie. Ensemble, ils célèbrent l'introduction des rouleaux de la Torah dans l'Arche Sainte et l'allumage de la lampe éternelle. Ensemble, ils chantent l'hymne national autrichien et l'hymne du sultan spécialement composé par le Professeur Sulzer.
La construction de Wiedenfeld attire l'attention et l'admiration par sa richesse et sa conception élaborée. Une chronique d'art d'octobre 1887 évoque même un petit chef-d'œuvre créé par Wiedenfeld. La nouvelle synagogue sépharade de Vienne va servir également de modèle pour la nouvelle synagogue principale de Sofia, construite entre 1905 et 1910. Abraham Levi, un des responsables de la communauté séfarade de Sofia à l'époque, écrira dans ses mémoires qu'il a chargé l'architecte de construire une synagogue comme celle de Vienne. Le résultat est pourtant très différent de la synagogue de la Zirkusgasse: toutes deux possèdent une salle principale octogonale surmontée d'une galerie et un porche à l'ouest, mais les murs et les colonnes de celle de Sofia sont beaucoup plus solides et massifs qu'à Vienne.
Plans de l'architecte Hugo von Wiedenfeld, approuvés par la municipalité le 9 octobre 1885

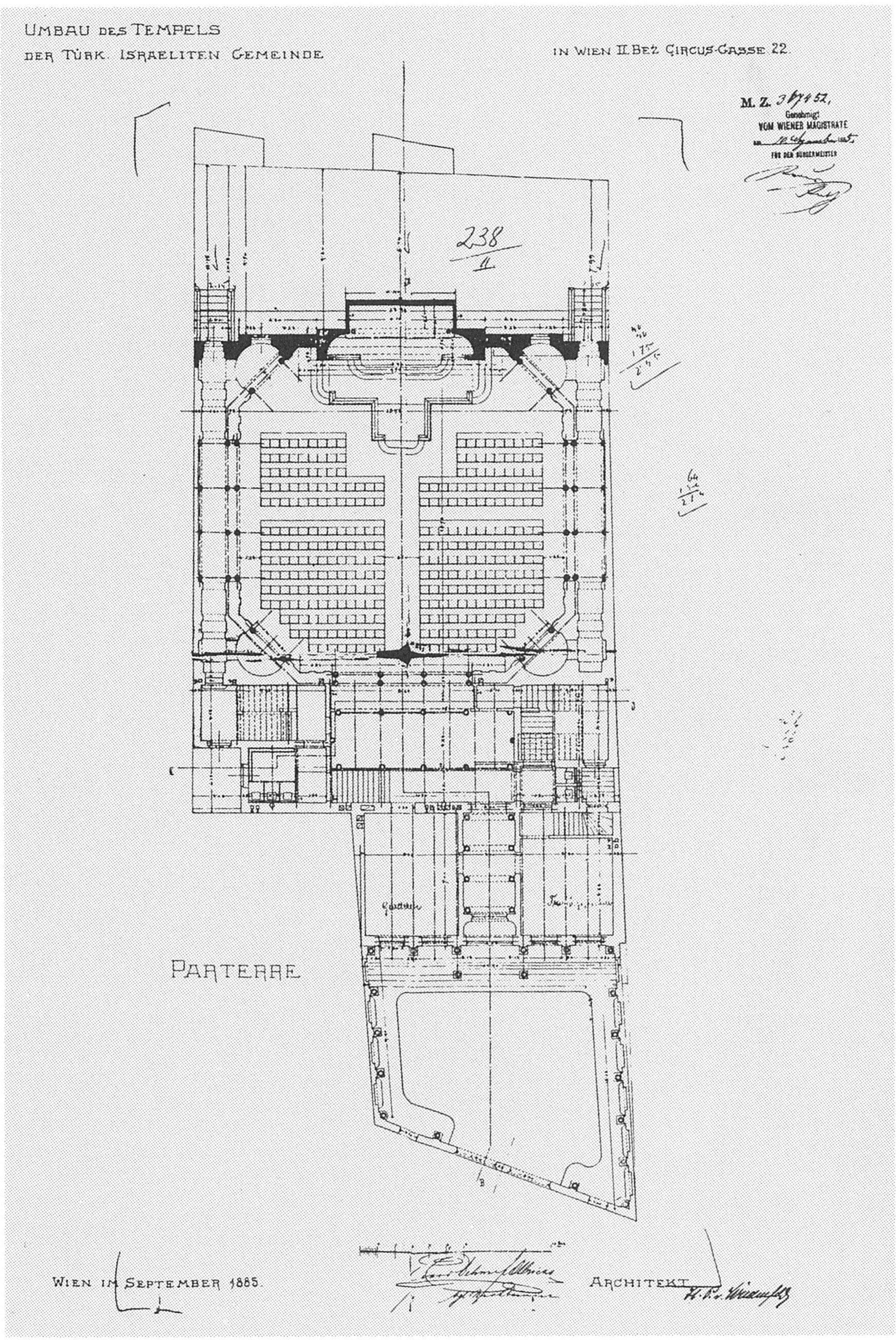
Plan du rez-de-chaussée
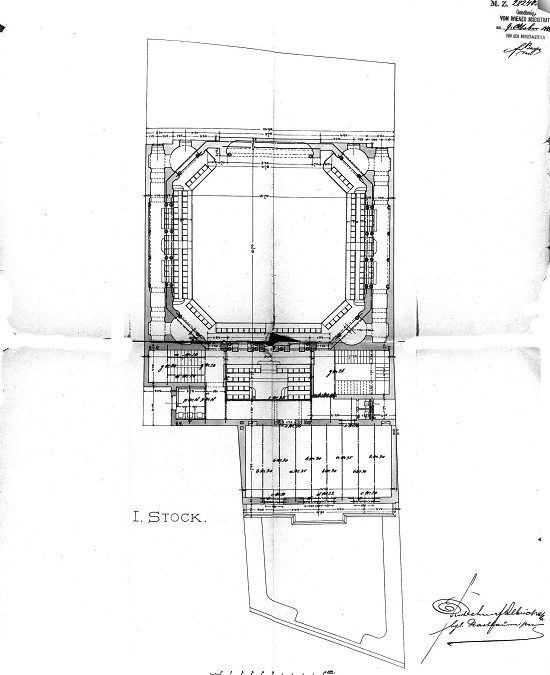
Plan du 1er étage
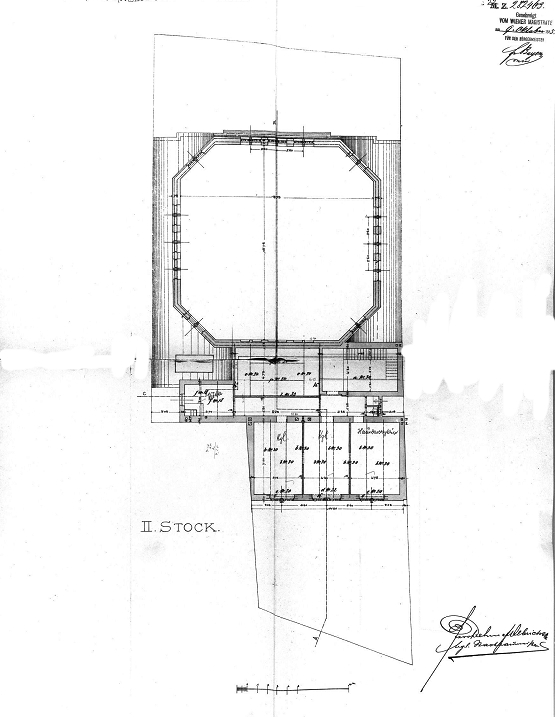
Plan du 2e étage
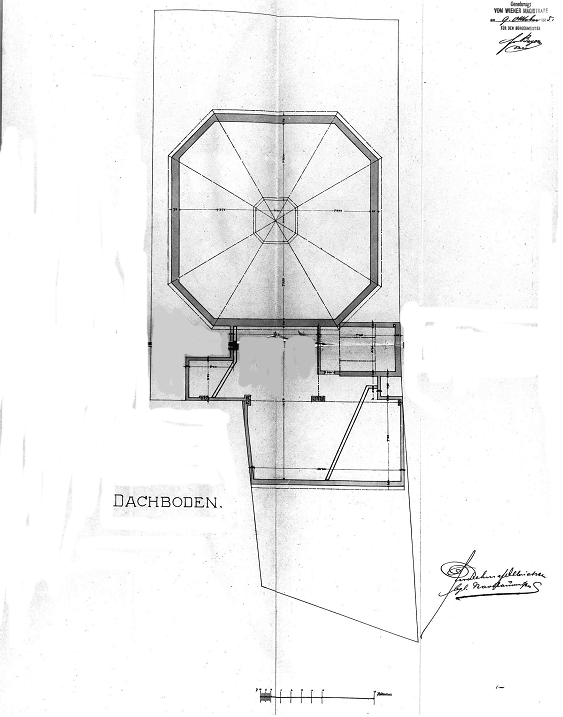
Plan du grenier
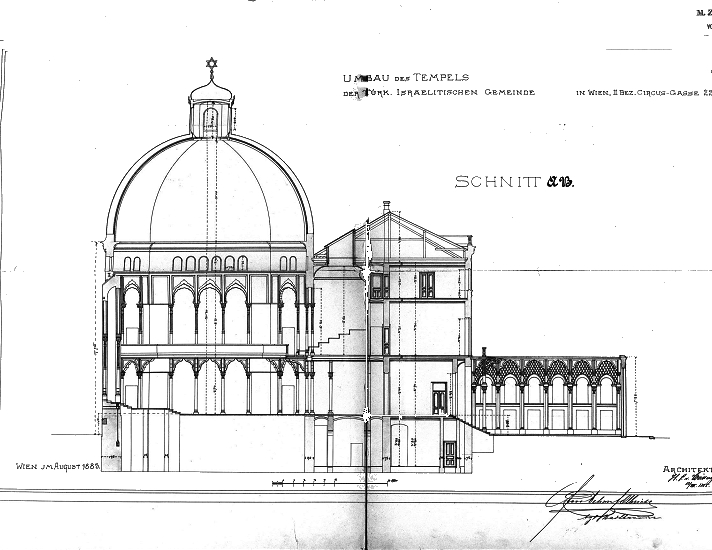
Coupe longitudinale
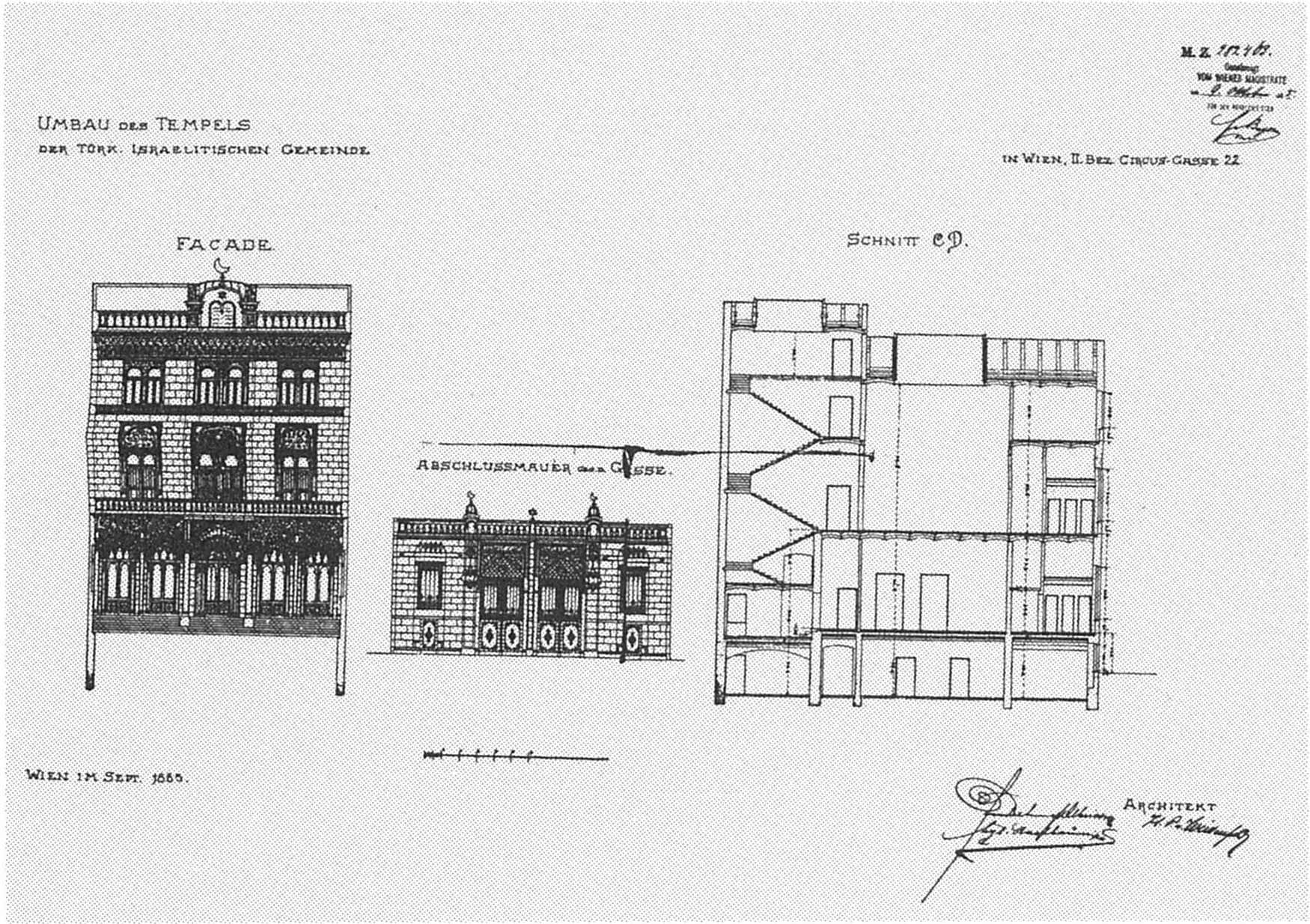
Façade et porte d'entrée sur la cour

### Description de la synagogue
La synagogue située 22 Zirkusgasse est entourée de bâtiments qui depuis 1860 sont la propriété de la communauté turco-israélite de Vienne. Le parvis est séparé de la rue par un portail en pierre en trois parties dont la section centrale est surmontée d'une balustrade avec de chaque côté de petites tourelles ressemblant à des minarets entourées de colonnes spiralées. Au milieu du portail se trouvent les deux grandes portes principales, et dans chacune des parties latérales du portail une porte plus petite donnant sur la cour.
Les côtés latéraux du parvis, de dimensions différentes, sont formés de quatre pans de mur au nord et de six au sud, encadrés par des colonnes élancées avec au-dessus un fin entablement, sur lesquels sont fixés des panneaux concernant la construction de la synagogue, protégés par des demi-arcades circonférentielles.
La façade du bâtiment de deux étages, richement décorée de marbre, d'or et de bas-reliefs, s'élève sur le côté est du parvis. On pénètre dans la synagogue par un escalier de cinq marches de la largeur de la cour.
Le balcon au premier étage, dont la largeur est double dans la partie centrale, sert d'auvent à la zone d'entrée. À gauche et à droite de la porte principale, se trouvent deux portes doubles en bois dont les ouvertures en verre ont été exécutées en forme d'arc mauresque finement structuré.

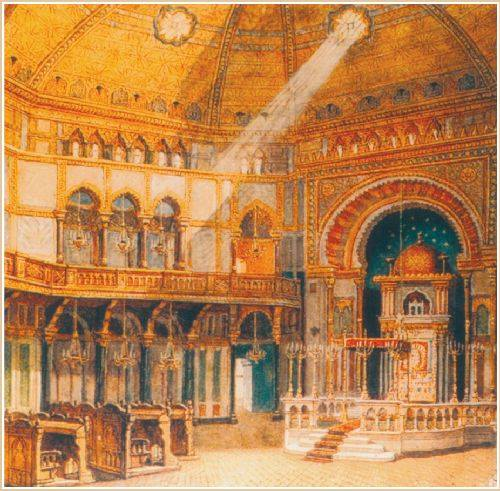
L'intérieur de la synagogue peint par Franz Xaver Reinhold (1816-1896

En entrant dans la synagogue par la porte principale, encadrée de plusieurs colonnes et surmontée de structures ogivales mauresques, on arrive dans un corridor qui conduit au vestibule de la salle de prière surmontée d'une coupole. À la gauche du vestibule, un escalier mène à une mezzanine où sont situés les vestiaires et les sanitaires, et d'où part un escalier à deux volées conduisant au premier étage et à la galerie des femmes. À droite du vestibule, se trouve une cage d'escalier qui mène aussi à la galerie et aux combles. En traversant le vestibule, on arrive entre des colonnes doubles, à la spacieuse salle de prière de forme octogonale ou plutôt de forme carrée à pans coupés. Sur le côté Est de la pièce, se trouve l'Arche Sainte et la Bimah. Les trois autres côtés et les pans de mur d'angle ont été conçus selon une symétrie centrale.
Côté sud et côté nord, des paires de colonnes, reliées entre elles par des arcs festonnés, soutiennent la galerie des femmes. Vingt-six fenêtres en plein cintre situées en dessous de la corniche de la coupole, ainsi que quatre fenêtres de rosette incorporées dans le dôme et la lanterne du dôme fournissent l'éclairage naturel pendant le jour. Comme éclairage artificiel, des lustres électriques à plusieurs lampes pendent des arcs entre les colonnes, tandis que des chandeliers, positionnés le long du mur Est éclairent la Bimah. Enfin, 44 lampes situées sur la corniche de la lanterne illuminent la coupole la nuit.
À l'Est, la Bimah se trouve sur une estrade en marbre couverte par un dais, et accessible de trois côtés par quatre marches. Derrière, le magnifique sanctuaire de la Torah, rehaussé de trois marches, est mis en valeur par une arche somptueusement ornée. Les ornements de l'intérieur sont dans leur totalité exécutés en marbre ou en stuc marbre et revêtement d'or selon le style mauresque. Les bancs en bois au rez-de-chaussée, sont orientés vers l'Est, parallèlement à l'axe central, et offrent de la place pour 314 personnes. Ils sont aussi richement décorés d'ornements orientaux.
L'historien d'art Karl von Lützow (1832-1897) ébloui, écrit en 1897 dans la revue Kunstchronik:
« La salle libre et aérée avec ses galeries, ses niches délicates, ses colonnes colorées et ses murs de marbre étincelants, avec son ornement kaléidoscopique qui s'élève dans la voûte du dôme jusqu'à la lanterne en enchevêtrements mathématiques, la structure fine de toutes ces parties et le mélange harmonieux de tous les détails dans un ensemble magnifique: tout cela donne un effet magique. »
Dans la partie ouest de la salle de prière, on trouve au rez-de-chaussée à gauche, la salle de réception et de mariage et à droite du couloir la salle de réunion de la communauté. Au premier étage se situent la salle de prière d'hiver et au deuxième étage deux pièces avec cuisine pour le serviteur de la synagogue et une pièce supplémentaire pour le gardien. Il y a des toilettes à chaque étage.
Toutes les pièces et surtout la grande salle de prière sont chauffées au moyen d'un aérotherme dont la chaufferie est située au sous-sol du côté ouest de l'octogone. Un système de ventilation propre fournit assez d'air frais dans la salle de prière, dont la partie inférieure ne possède pas de fenêtres ouvrantes.
Bien que le style choisi et les matériaux utilisés suggèrent la technique de construction traditionnelle de l'Alhambra mauresque, la technique de construction utilisée est moderne et habituel pour l'époque. Les murs support ont été construits en briques et les plafonds conçus en tant que plafonds à voûtains. Les colonnes, les arcs, la galerie et le dôme ont été réalisés avec des structures métalliques rivetées. Les structures métalliques sont relativement peu coûteuses et grâce à leurs sections élancées, elles sont parfaitement adaptées comme armature de soutien pour le délicat style mauresque.

### Principauxrabbins
Michael Papo (1843-1918) de Sarajevo, rabbin jusqu'en 1918, ainsi que son fils Manfred Papo (1898-1966) ont façonné la vie communautaire de la communauté turco-israélite de Vienne. Au côté de Michael Papo on trouve le rabbin Nissim Ovadia (1890-1942). Le rabbin Salomon Funk (1866-1928) succède en 1918 à Michael Papo et officie jusqu'en 1925. De 1925 jusqu'à la Seconde Guerre mondiale, Gabriel Meir Mehrer est le rabbin de la communauté.

### PrincipauxHazzanim
Les offices se déroulent selon le rite séfarade, accompagnés de musique synagogale basée sur des mélodies orientales anciennes de la Turquie et des pays balkaniques, dont certaines sont jouées en langue espagnole. Vers 1880, le Hazzan (chantre), Jakob Bauer (1852-1926) qui avait précédemment célébré à Graz, est le chantre principal de Vienne. Isidor Loewit (1864-1942) devient le chef de la nouvelle chorale. Israël Mose, Abraham Russo et Isaac Alteras sont d'autres chantres renommés.

### La destruction de la synagogue
La synagogue est détruite lors de la nuit de Cristal, le matin du 10 novembre 1938. Le journal de bord des interventions de la brigade des pompiers de Vienne mentionne avec précision le début de leur intervention: 12h58 et le but de leur mission: Incendie et indique: Tout l'intérieur est brulé et des parties du temple. Éteint avec des tuyaux branchés pendant ½ heure sur un groupe moteur et 1 heure branchés sur les bouches d'incendie. Cependant, les opérations d'extinction n'ont en réalité consisté qu'à protéger les bâtiments environnants.
Lors de la procédure pénale contre Johann Stanzig, chef des sapeurs-pompiers professionnels viennois, le caporal-chef Max Zelniczek, à l'époque responsable du corps des pompiers de Vienne, a déclaré le 28 janvier 1946 concernant l'incendie de la synagogue de la Zirkusgasse:
« Je me trouvais déjà comme d'habitude à l'intérieur du temple avec les tuyaux flexibles et les tuyaux en acier, quand un pompier m'a dit qu'un civil prétendant être de la police interdisait les opérations d'extinction. Je suis alors sorti et j'ai rencontré un homme encore jeune qui s'est identifié avec une carte de police et m'a fait comprendre que par un ordre supérieur, l'incendie du temple ne devait pas être éteint. »
L'enlèvement des ruines de la synagogue débute en 1939. Trois entreprises concourent pour la démolition auprès du Stillhaltekommissar für Organisationen, Vereine und Verbände (Commissaire du Reich chargé de la gestion des biens des associations, organizations et institutions): l'entreprise de démolition Schuh & Co remporte le marché le 5 avril 1939 et le Département du génie civil de la municipalité de Vienne donne son accord le 30 juin 1939. Lors de la passation de la commande, le Stillhaltekommissar précise que:
« La commande comprend toutes les constructions sur le site, qui doivent être totalement supprimées, y compris les fondations… Je dois encore me décider en ce qui concerne l'enceinte du site, si les piliers et les portes doivent rester. Vous récupérez, pour le travail à effectuer, tous les matériaux. Toutefois, vous vous engagez à vendre ou à offrir les briques à la municipalité de Vienne ainsi que le bois récupéré…Tout le matériel trouvé dans le temple et qui aurait une valeur politique, scientifique ou pécuniaire doit être préservé et immédiatement signalé à mon service…Un accent particulier doit être mis sur la recherche de la pierre angulaire, car on suppose que des documents spéciaux y ont été incorporés,. »

 
Lorsque la communauté juive apprend la démolition prévue, elle envoie le 17 avril 1939 une requête au service du Stillhaltekommissar, que dans le bâtiment du temple, il reste encore 
« 16-18 rouleaux de Torah ainsi que de nombreux objets de culte en argent, …une bibliothèque de l'association Esperanza, des tapis, des machines à écrire, un livret d'épargne et une somme en espèces pour l'action caritative des Juifs séfarades »
Les archives de la communauté juive turque, y compris des documents importants et des livres de musique de la tradition musicale orientale-séfarade sont détruits lors du pillage et de l'incendie de la synagogue.
En décembre 1939, les services de la police des constructions du Reichsgau de Vienne informe le ministère de l'Intérieur et des affaires culturelles que la synagogue communautaire du 22 Zirkusgasse est déblayée

### Le terrain après la destruction de la synagogue
Le terrain appartenait initialement à la communauté juive turque, puis jusqu'en 1938, à la Verband der türkischen Israeliten (Sephardim) zu Wien (Association des Israélites turcs (Sépharades) à Vienne). Le 25 avril 1939, la communauté religieuse israélite reçoit la lettre suivante de la société  Pollak & Neuron Säcke-, Plachen-, Zelte- Im- und Export, Waggonplachen- und Zelte-Leihanstalt, une société d'importation et d'exportation de sacs, de bâches et de tentes et de location de bâches de wagons et de tentes, située au 40-42 Zirkusgasse:
« Nous constatons que le temple situé au 22 Zirkusgasse est démoli et nous vous demandons par la présente si le terrain où il se trouve est votre propriété et si nous pouvons l'acheter…Nous avons l'intention d'acheter les locaux industriels voisins et aurions besoin de l'espace maintenant vacant. »
Apparemment, la vente ne s'est pas réalisée, car la ville de Vienne en est devenue propriétaire en 1940. Le 18 décembre 1939, la propriété est expropriée par le Stillhaltekommissar et est attribuée à la société de gestion des terrains constructibles. Le 23 décembre 1940, celle-ci est cédée à la ville de Vienne en raison de son inaliénabilité.
En 1952, le terrain où était située la synagogue est rendu par la Commission de restitution des biens immobiliers de la Cour régionale de droit civil, à la communauté religieuse juive de Vienne, en tant que successeur légal de l'association dissoute des Israélites turques (séfarades) de Vienne. Dans l'acte d'enregistrement, il est souligné que le bâtiment de la synagogue était déjà détruit avant son attribution à la ville de Vienne. Il est donc demandé au propriétaire de 1952 de restituer immédiatement la propriété contre une somme de 13 785 schillings correspondant aux gains et aux dépenses. La communauté juive revendra le terrain en 1972 à la ville de Vienne, qui y fera construire en 1985 des logements sociaux suivant les plans de l'architecte Eva Weil.